# Johnny Quilty
Johnny Quilty (né le 21 janvier 1921 - mort le 12 septembre 1969) est un joueur professionnel canadien de hockey sur glace qui évoluait au poste de centre.

## Carrière
Quilty est né à Ottawa dans la province de l'Ontario au Canada. Il a joué la majeure partie de sa carrière avec les Canadiens de Montréal et débute en 1940. Au cours de cette première saison, il remporte le trophée Calder en tant que meilleure recrue de la saison.
Il doit mettre un terme à sa carrière en 1948 alors qu'il jouait avec les Bruins de Boston en raison d'une fracture multiple de la jambe.

## Statistiques
Pour les significations des abréviations, voir Statistiques du hockey sur glace.
| Saison     | Équipe                 | Ligue      |     | Saison régulière | Saison régulière | Saison régulière | Saison régulière | Saison régulière |   | Séries éliminatoires | Séries éliminatoires | Séries éliminatoires | Séries éliminatoires | Séries éliminatoires |
| Saison     | Équipe                 | Ligue      | PJ  | B                | A                | Pts              | Pun              | PJ               | B | A                    | Pts                  | Pun                  |                      |                      |
| 1940-1941  | Canadiens de Montréal  | LNH        | 48  | 18               | 16               | 34               | 31               | 3                | 0 | 2                    | 2                    | 0                    |                      |                      |
| 1941-1942  | Canadiens de Montréal  | LNH        | 48  | 12               | 12               | 24               | 44               | 3                | 0 | 1                    | 1                    | 0                    |                      |                      |
| 1945-1946  | Sénateurs d'Ottawa     | LHSQ       | 2   | 0                | 0                | 0                | 0                | 3                | 1 | 0                    | 1                    | 0                    |                      |                      |
| 1946-1947  | Indians de Springfield | LAH        | 51  | 17               | 17               | 34               | 38               |                  |   |                      |                      |                      |                      |                      |
| 1946-1947  | Canadiens de Montréal  | LNH        | 3   | 1                | 1                | 2                | 0                | 7                | 3 | 2                    | 5                    | 9                    |                      |                      |
| 1947-1948  | Canadiens de Montréal  | LNH        | 20  | 2                | 3                | 5                | 4                |                  |   |                      |                      |                      |                      |                      |
| 1947-1948  | Bruins de Boston       | LNH        | 6   | 3                | 2                | 5                | 2                |                  |   |                      |                      |                      |                      |                      |
| 1950-1951  | Sénateurs d'Ottawa     | LHSQ       |     |                  |                  |                  |                  | 3                | 0 | 0                    | 0                    | 4                    |                      |                      |
| Totaux LNH | Totaux LNH             | Totaux LNH | 125 | 36               | 34               | 70               | 81               | 13               | 3 | 5                    | 8                    | 9                    |                      |                      |